# La Zarzamora (Michoacán)
La Zarzamora es una localidad del estado mexicano de Michoacán. Es parte del municipio de Los Reyes.

## Demografía
| Gráfica de evolución demográfica |
|                                  |

| Censo | Población |
| ----- | --------- |
| 1900  | 82        |
| 1910  | 103       |
| 1921  | 120       |
| 1930  | 108       |
| 1940  | 130       |
| 1950  | 185       |
| 1960  | 404       |
| 1970  | 238       |
| 1980  | 328       |
| 1990  | 452       |
| 2000  | 509       |
| 2010  | 876       |
| 2020  | 1218      |